# Hipótese celta-P

As nações celtas nas quais a maioria dos falantes de línguas celtas se concentram atualmente.

O celta-P, de acordo com um sistema de categorização, é um nó das línguas celtas que abrange os seguintes grupos linguísticos:
- Gaulês
  - Lepôntico
  - Nórico
  - Gálata
- Britônico
  - Cúmbrico
  - Picto
  - Galês antigo
  - Galês médio
  - Galês
  - Britônico sudoeste
    - Bretão
    - Córnico

Há dois sistemas concorrentes principais de categorização das línguas celtas. A hipótese celta-P/celta-Q mais antiga liga o gaulês com o britônico e liga o goidélico como celta-Q. A diferença entre línguas P e Q é o tratamento do *kw proto-celta, que se tornou *p nas línguas celtas-P mas *k nas goidélicas. 
O outro sistema, defendido, por exemplo, por McCone (1996), liga o goidélico e o britônico como um ramo celta insular.